# Lauretta Masiero
Lauretta Masiero (25 de octubre de 1927-23 de marzo de 2010) fue una actriz teatral, cinematográfica y televisiva de nacionalidad italiana.

## Biografía
Nacida en Venecia, Italia, debutó en la revista como bailarina. A los 18 años de edad fue la doncella de Amore biondo, con Walter Chiari. Después trabajó en espectáculos de Wanda Osiris (Galanteria), de Erminio Macario (Follie di Amleto, Votate Venere) y de Ugo Tognazzi (Paradiso per tutti).
Como actriz fue descubierta por Pietro Garinei y Sandro Giovannini. En el teatro de inició en 1952 con Attanasio cavallo vanesio, actuando junto al protagonista Renato Rascel, consiguiendo un gran éxito. Seguidamente pasó al repertorio dramático, interpretando su primera obra en 1954 en el Teatro Goldoni, con ocasión de la Bienal de Venecia llegando a formar parte de algunas de las más importantes compañías teatrales, como la Masiero-Lionello-Pagani, la Masiero-Volonghi y la Masiero-Foà. Además de ello, Interpretó también numerosos papeles cinematográficos en la década de 1950.
Sus dos mayores éxitos le llegaron gracias a la televisión: presentó Canzonissima (1960) y fue la protagonista de Le avventure di Laura Storm (1965-1966), serie revolucionaria para la época, pues el personaje principal era una mujer detective.
Masiero fue compañera de Johnny Dorelli, con el cual tuvo en 1967 un hijo, el actor Gianluca Guidi.
Lauretta Masiero falleció el 23 de marzo de 2010, a los 82 años de edad, en una clínica de Roma, en la cual estaba ingresada a causa de una enfermedad de Alzheimer. Sus restos fueron incinerados, y las cenizas depositadas en el Cementerio de San Michele, en Venecia, en la sepultura de la familia Masiero Favaro.

## Revistas teatrales
- Paradiso per tutti, de Dino Gelich, con Ugo Tognazzi, Alda Regina y Lauretta Masiero. Música de Giovanni D'Anzi y Alfredo Bracchi, dirección de Alfredo Bracchi, Teatro Medilanum de Milán 1948.
- Castellinaria, de Dino Gelich, con Ugo Tognazzi, Lia Cortese y Lauretta Masiero. Dirección de Mario Amendola, Teatro Lírico de Milán (1949).
- Uno scandalo per Lilì, de Giulio Scarnicci y Renzo Tarabusi, con Ugo Tognazzi, Lauretta Masiero y Gianrico Tedeschi. Dirección de Luciano Salce, 1957 1958.

## Teatro
| - Votate per Venere (1951) - Galanteria (1952) - Carlo non farlo (1957) - Mare e whisky (1960) - Ma non è una cosa seria (1965) - Il cavallo a vapore (1969) - Otto mele per Eva (1970) - La signora Morli uno e due (1973) - E tu che fai qui? (1974) - La vedova scaltra (1975) | - La signora dorme sempre a sinistra (1977) - Il marito va a caccia (1987) - La cameriera brillante (1988) - La miliardaria (1989) - Eva contro Eva (1991) - A piedi nudi nel parco (1993) - Twist (1995) - Non ti conosco più (1996) - Sorelle Materassi (1999) - Bella figlia dell'amore (2000) |

## Televisión
- Canzonissima (1960)
- Biblioteca di Studio Uno: Il fornaretto di Venezia, de Antonello Falqui (1964)
- Principesse, violini e champagne, de Gianfrancesco Bettetini (1965)
- Addio giovinezza, de Silverio Blasi (1965)
- Le avventure di Laura Storm (8 episodios, 1965-1966)
- Qui ci vuole una mano, de Carla Ragionieri (1968)
- Vento di mare, de Gianfranco Mingozzi (1991)

## Cine
| - Canzoni di mezzo secolo, de Domenico Paolella (1952) - Il bandolero stanco, de Fernando Cerchio (1952) - Siamo tutti Milanesi, de Mario Landi (1953) - Baracca e burattini, de Sergio Corbucci (1954) - Gran varietà, de Domenico Paolella (1954) - Accadde al commissariato, de Giorgio Simonelli (1954) - Totò a Parigi, de Camillo Mastrocinque (1958) - Vento di primavera, de Giulio Del Torre y Arthur Maria Rabenalt (1958) - Marinai, donne e guai, de Giorgio Simonelli (1958) - Tipi da spiaggia, de Mario Mattoli (1959) - Il mistero della pensione Edelweiß, de Ottorino Franco Bertolini y Víctor Merenda (1959) | - Lui, lei e il nonno, de Anton Giulio Majano (1959) - Psicanalista per signora, de Jean Boyer (1959) - Caravan petrol, de Mario Amendola (1960) - Ferragosto in bikini, de Marino Girolami (1960) - Sua Eccellenza si fermò a mangiare, de Mario Mattoli (1961) - Cacciatori di dote, de Mario Amendola (1961) - Napoleone a Firenze, de Piero Pierotti (1964) - Peccatori di provincia, de Tiziano Longo (1976) - Il viaggio di Capitan Fracassa, de Ettore Scola (1990) - Ostinato destino, de Gianfranco Albano (1992) |